# 逢沢譲
逢沢 譲（あいざわ ゆずる、1924年11月9日 - 2012年11月22日）は、日本の映画撮影監督。岡山県出身。

## 略歴
1944年に東宝の撮影助手として入社。
1954年に公開された『ゴジラ』の五ヶ所湾ロケでの海中撮影のシーンで、本職のサルベージ会社が協力したが、このサルベージ会社の職員がうっかり送気ポンプの操作を誤り、水中撮影中の逢沢が窒息しかけるアクシデントが起きた。

## 主な参加作品

### 撮影助手
- ゴジラ（1954年）[2][注釈 1]
- 大怪獣バラン（1958年）[3][注釈 1]

### 撮影技師
- 独立愚連隊（1959年）
- 非情都市（1960年）
- 悪い奴ほどよく眠る（1960年）
- 独立愚連隊西へ（1960年）
- 若い狼（1961年）
- 金づくり無法時代（1961年）
- アワモリ君売出す（1961年）
- アワモリ君乾杯!（1961年）
- 黒い画集 第二話 寒流（1961年）
- その場所に女ありて（1962年）
- 旅愁の都（1962年）
- どぶ鼠作戦（1962年）
- 月給泥棒（1962年）
- イチかバチか (1963年、東宝)
- 天国と地獄（1963年）（撮影応援）
- 戦国野郎（1963年）
- レッツゴー!若大将（1967年）
- 伊豆の踊子（1967年）
- 颱風とざくろ（1967年）
- 乱れ雲（1967年）
- フレッシュマン若大将（1969年）
- ブラック・コメディ ああ! 馬鹿（1969年）
- コント55号 俺は忍者の孫の孫（1969年）
- 大日本スリ集団（1969年）
- コント55号 宇宙大冒険（1969年）
- 野獣都市（1970年）
- 俺の空だぜ!若大将（1970年）
- その人は炎のように（1972年）
- 恋の夏（1972年）
- ゴジラ対メガロ（1973年）[1]
- 王将（1973年）
- ゴジラ対メカゴジラ（1974年）[1]
- 喜劇 だましの仁義（1974年）
- どてらい男（1975年）
- あいつと私（1976年）
- 日本人のへそ（1977年）
- 若い人（1977年）
- 惑星大戦争（1977年）[1]
- 青春グラフィティ スニーカーぶる〜す（1981年）

### テレビ作品
- ウルトラセブン（1967年 - 1968年）
- ウルトラマンA（1972年 - 1973年）※第6話まで